# Onze-Lieve-Vrouwe-ter-Noodkapel (Sevenum)

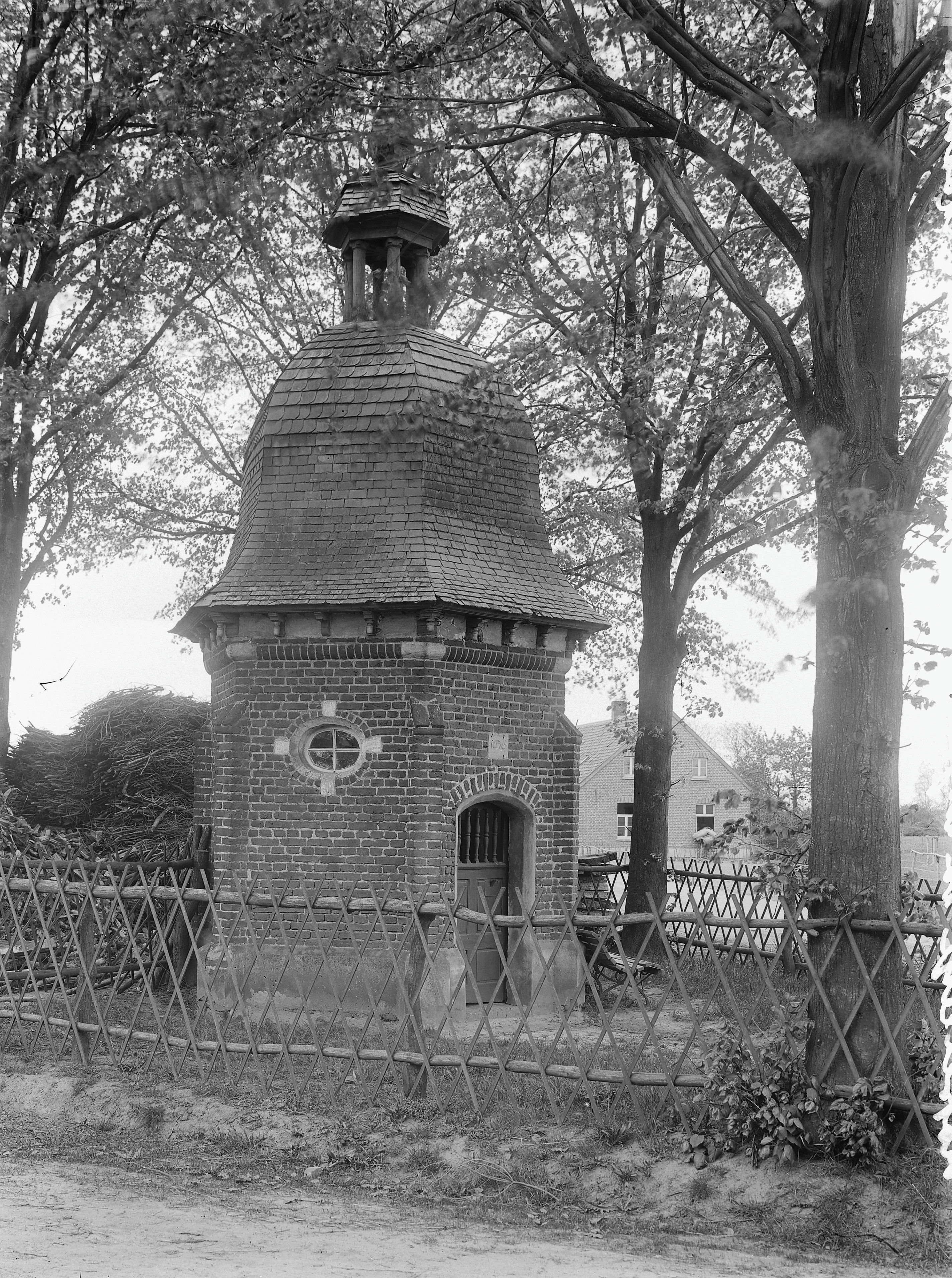
De Onze-Lieve-Vrouwe-ter-Noodkapel

De Onze-Lieve-Vrouwe-ter-Noodkapel, kapel van Onze-Lieve-Vrouwe ter Nood of kapel van 't wonderbare schot is een veldkapel in Sevenum in de Nederlands Noord-Limburgse gemeente Horst aan de Maas. De kapel staat bij Den Eigen 29 in het zuidwesten van het dorp.
De kapel is het geklasseerd als rijksmonument en is gewijd aan Maria, specifiek aan Onze-Lieve-Vrouwe ter Nood.

## Geschiedenis
In 1676 werd de kapel als gedachteniskapel opgericht door Jan Slots nadat zijn dochter, Lucia Slots, op een winterwandeling werd lastiggevallen door een hongerige wolf. Ze bad daarop tot Onze-Lieve-Vrouw en plotseling klonk er een schot, waardoor het dier dood neerviel. Uit dankbaarheid zou toen de kapel zijn opgericht, die in de volksmond ook wel Kapel van het Wonderbare Schot wordt genoemd.
In 1964 werd het kapelletje gerestaureerd.
Op 17 september 1968 werd de kapel ingeschreven in het rijksmonumentenregister.
In 1973 werd het originele houten Mariabeeldje uit de kapel gestolen en werd er een gipsen kopie in de kapel geplaatst.

## Gebouw
De bakstenen kapel is gebouwd op een zeshoekig plattegrond en wordt gedekt door een klokvormig dak met leien. Op de top staat een lantaarn die bekroond wordt met een ui en een windvaan met daarin het jaartal 1964. In twee van de zijgevels is er een ovaal venster aangebracht waarbij vier stenen rondom wit geschilderd zijn. Op de hoeken zijn er kleine steunberen geplaatst. In de frontgevel bevindt zich de segmentboogvormige toegang die wordt afgesloten met een deur. Boven de toegang is een lichte gevelsteen aangebracht waarin het jaartal 1676 te lezen is.
Van binnen is de kapel wit gepleisterd en wordt ze overdekt door een koepelgewelf. Tegen de achterwand is een houten altaar in barokstijl geplaatst met daarboven een bescheiden expositietroon. Hierin is een Mariabeeld geplaatst dat een gekroonde Maria toont met op haar linkerarm het kindje Jezus.